# Comisión Nacional de Disciplina Judicial
La Comisión Nacional de Disciplina Judicial es la más alta instancia en la jurisdicción disciplinaria para los funcionarios y empleados de la Rama Judicial y los abogados en el ejercicio de su profesión en la República de Colombia. La sede está ubicada en el Palacio de Justicia en la Plaza de Bolívar en Bogotá.
Este Alto Tribunal fue creado en el Acto Legislativo 02 de 2015 (Reforma al Equilibrio de Poderes) con el propósito de reemplazar a la Sala Jurisdiccional Disciplinaria del Consejo Superior de la Judicatura.
La Comisión Nacional de Disciplina Judicial está conformada por siete magistrados que deberán cumplir con los mismos requisitos exigidos para ser magistrado de la Corte Suprema de Justicia y son elegidos por un periodo de ocho (8) años.
Esta Corporación tiene representación regional a través de las 24 Comisiones Seccionales de Disciplina Judicial que fungen como la primera instancia en los procesos disciplinarios.
La Comisión Nacional de Disciplina Judicial y las Comisiones Seccionales de Disciplina Judicial no son competentes para conocer de acciones de tutela.

## Magistrados de la Comisión Nacional de Disciplina Judicial
La Comisión Nacional de Disciplina Judicial está integrada por siete (7) magistrados, elegidos por el Congreso de la República de Colombia para períodos individuales de ocho años. La presidenta de la Corporación para el 2024 es el magistrado Alfonso Cajiao Cabrera y el vicepresidente para esa vigencia es el magistrado Mauricio Fernando Rodríguez Tamayo. 

#### Magistrados Comisión Nacional de Disciplina Judicial 2025
| Cargo          | Nombre                             |
| -------------- | ---------------------------------- |
| Presidente     | Mauricio Fernando Rodríguez Tamayo |
| Vicepresidente | Carlos Arturo Ramírez Vásquez      |
| Magistrada     | Diana Marina Vélez Vásquez         |
| Magistrado     | Juan Carlos Granados Becerra       |
| Magistrado     | Julio Andrés Sampedro Arrubla      |
| Magistrado     | Alfonso Cajiao Cabrera             |
| Magistrada     | Magda Victoria Acosta Walteros     |

## Funciones de la sala plena de la Comisión Nacional de Disciplina Judicial
Corresponde a la sala en pleno de la Comisión Nacional de Disciplina Judicial desarrollar las siguientes funciones:
a. Elección de dignatarios: elegir al Presidente y Vicepresidente de la Comisión. Esta elección se realizará en la última semana del mes de enero para un período institucional de un año, contado a partir del 1 de febrero.
b. Nombrar y remover a los empleados de la Comisión y confirmar el nombramiento de los funcionarios y empleados de carrera, en los términos que señala la Ley.
c. Postular a funcionarios y empleados judiciales, acreedores a la condecoración José Ignacio de Márquez al Mérito Judicial.
d. Conocer y decidir de las situaciones administrativas de los empleados de la Comisión y los Magistrados de las Comisiones Seccionales de Disciplina 
Judicial.e. Designar a los Magistrados de las Comisiones Seccionales de Disciplina Judiciales de las listas de elegibles que envíe el Consejo Superior de la Judicatura. En caso de no existir dichas listas, nombrar en provisionalidad o encargo, según sea el caso. 
f. Confirmar nombramientos de los anteriores funcionarios judiciales. 
g. Garantizar el servicio de administración de justicia para conocer y decidir los recursos Habeas Corpus durante los días de vacancia judicial, designando un Magistrado titular previo sorteo. 
h. Elegir catorce (14) conjueces para períodos de un año. 
i. Resolver los impedimentos y recusaciones que se presenten con ocasión de las actuaciones de los miembros de la Corporación.
j. Dirimir los conflictos de competencia que ocurran entre las Comisiones Seccionales de Disciplina Judicial.
k. Ejercer la función jurisdiccional disciplinaria sobre los funcionarios y empleados de la Rama Judicial. Igualmente, examinar la conducta y sancionar las 
faltas de los abogados en ejercicio de su profesión, en los términos que señale la ley. 
l. Adoptar las reglas para el reparto de los procesos competencia de la Comisión.
m. Propender por el bienestar y la capacitación de los funcionarios y empleados de la Jurisdicción Disciplinaria.n. Adoptar, interpretar y modificar su propio reglamento. 
o. Las demás que le señale la Constitución, la ley y el reglamento.

## Comisiones Seccionales de Disciplina Judicial
La Comisión Nacional de Disciplina Judicial tiene presencia en las regiones a través de 24 Comisiones Seccionales de Disciplina Judicial. Estas comisiones son las encargadas de conocer en primera instancia las quejas o investigaciones de oficio que son radicas en contra de funcionarios o empleados de la Rama Judicial o de los abogados en el ejercicio de la profesión.
Las Comisiones Seccionales de Disciplina Judicial se encuentran ubicadas en los siguientes departamentos y en la capital del país: Antioquia, Atlántico, Bogotá, Bolívar, Boyacá, Caldas, Caquetá, Cauca, Cesar, Chocó, Córdoba, Cundinamarca, La Guajira, Huila, Magdalena, Meta, Nariño, Norte de Santander, Quindío, Risaralda, Santander, Sucre, Tolima y Valle del Cauca. 